# Arabis sudetica
Arabis sudetica är en korsblommig växtart som beskrevs av Ignaz Friedrich Tausch. Arabis sudetica ingår i släktet travar, och familjen korsblommiga växter. Inga underarter finns listade i Catalogue of Life.